# Italian Series of Poker 2018
Le Italian Series of Poker 2018 , si sono tenute dall'11 al 21 maggio 2018 a Nova Gorica, Slovenia, presso il casinò Perla. Si è trattata della 9ª edizione dei Campionati Italiani, he ha visto la partecipazione di quasi 2000 partecipanti suddivisi in 25 tornei.
Il titolo di Campione Italiano è andato al secondo classificato, Roberto Riggio, in quanto il vincitore del Main event è stato l'austriaco Simon Mertlitsch.

## Edizione 9 - Main Event 2018

### Risultati[3]
- Luogo: Casino Perla, Nova Gorica
- Buy-in: € 990
- Data: 18-20 maggio, 2018
- Partecipanti: 131
- Montepremi: € 105,897
- Giocatori a premio: 13

| Tavolo finale | Tavolo finale       | Tavolo finale |
| Posizione     | Nome                | Premio        |
| ------------- | ------------------- | ------------- |
| 1             | Simon Mertlitsch    | € 27,000      |
| 2             | Roberto Riggio      | € 19,000      |
| 3             | Virgilio di Cicco   | € 11,000      |
| 4             | Giovanni Chiofalo   | € 9,000       |
| 5             | Simone Oddo         | € 7,597       |
| 6             | Arsenii Hvozdetskiy | € 6,600       |
| 7             | Francesco Cuoccio   | € 5,600       |
| 8             | Luigi Shehadeh      | € 4,700       |

  Italian Series of Poker - Edizione 9 - Main Event, Tavolo finale, su YouTube, 20 maggio 2018.

## Eventi preliminari
Il torneo di apertura (evento #1 - Player of the Year) è stato vinto da Davide Cojaniz che ha avuto la meglio su Paolo Fantini.
In evidenza la giovane promessa riminese Giorgio Montebelli, regular delle quattro carte  che ha vinto il titolo di Campione Italiano ISOP (evento 2 - Omaha Player of the Year).
Due titoli in due giorni consecutivi per l'albanese Olsi Lala (Torneo dei Campioni) e (Omaha event).
| Evento | Data                 | Torneo                                                               | Nominativo            |
| 1      | dall'11 al 14 maggio | € 360 + 40 No Limit Hold'em (Event #1) POY Championship              | Davide Cojaniz        |
| 2      | 11 maggio            | € 270 + 30 Omaha POY Championship (Event #2)                         | Giorgio Montebelli    |
|        | 12 maggio            | € 125 + 25 No Limit Hold'em - Short Stack                            | Rok Markovic          |
| 3      | 12 maggio            | € 125 + 25 Campionato Italiano Omaha 9-Max Pl (Event #3)             | Rok Markovic          |
| 1s     | 12 maggio            | € 100 + 20 Campionato Italiano Interforze                            | Gianni Usai           |
| 4      | 12 maggio            | € 50 + 20 No Limit Hold'em - 8-Max Ko (Event #4)                     | Marco Minerva         |
| 5      | 13 maggio            | € 125 + 25 No Limit Hold'em - 6-Max (Event #5)                       | Lorenzo Poser         |
| 6      | 13 maggio            | € 100 + 20 No Limit Hold'em - Campionato Italiano Tecnico (Event #6) | Rodolfo Rocco         |
| 7      | 14 maggio            | € 100 + 25 No Limit Hold'em - 6-Max Super Ko (Event #7)              | Roberto Roberti       |
| 8      | 14 maggio            | € 85 + 15 Campionato Italiano Win The Button                         | Massimiliano Para     |
| 2s     | 15 maggio            | € 360 + 40 Campionato Italiano Heads-Up                              | Antonino Calabrò      |
| 9      | 15 maggio            | € 125 + 25 No Limit Hold'em - Shootout (Event #9)                    | Dragan Zaric          |
| 10     | 15 maggio            | € 100 + 20 Crazy Pineapple (Event #10)                               | Vojko Kunc            |
| 3s     | 16 maggio            | € 270 + 30 Tournament Of Champions                                   | Olsi Lala             |
| 11     | 16 maggio            | € 220 + 30 Omaha 9-Max Hi/Lo (Event #11)                             | Lorenzo Lagana        |
| 12     | dal 16 al 17 maggio  | € 220 + 30 No Limit Hold'em - Deepstack (Event #12)                  | Aleksandr Davydov     |
| 13     | 17 maggio            | € 300 + 30 Omaha (Event #13)                                         | Olsi Lala             |
| 4s     | 17 maggio            | € 100 + 20 Campionato Italiano Giornalisti                           | Salvatore Gueci       |
| 14     | dal 18 al 20 maggio  | € 900 + 90 No Limit Hold'em - Main Event (Event #14)                 | Simon Mertlitsch      |
| 15     | dal 18 al 19 maggio  | € 65 + 15 No Limit Hold'em - Hercules (Event #15)                    | Giovanni Scappaticci  |
| 16     | 19 maggio            | € 85 + 15 No Limit Hold'em - Ladies (Event #16)                      | Maria Perraymond      |
| 17     | dal 19 al 20 maggio  | € 450 + 50 No Limit Hold'em - Campionato Italiano Pro (Event #17)    | Aldo Cerutti          |
| 18     | 19 maggio            | € 175 + 25 No Limit Hold'em - 8-Max (Event #18)                      | Simone Montanarella   |
| 19     | 20 maggio            | € 220 + 30 No Limit Hold'em - Freezeout (Event #19)                  | Giorgio Bembo         |
| 20     | 20 maggio            | € 125 + 25 Mixed Games (Event #20)                                   | Andrea Spada          |
| 5s     | 20 maggio            | € 130 + 20 Isop League Event                                         | Maurizio Pigliapoco   |
| 21     | 21 maggio            | € 130 + 20 No Limit Hold'em - 6-Max Win The Button (Event #21)       | Christian Castrovinci |
| 22     | 21 maggio            | € 50 + 10 No Limit Hold'em - Turbo (Event #22)                       | Elisabeta Hulpea      |